# Phthiracarus cadizi
Phthiracarus cadizi är en kvalsterart som beskrevs av Wojciech Niedbała 1986. Phthiracarus cadizi ingår i släktet Phthiracarus och familjen Phthiracaridae. Inga underarter finns listade i Catalogue of Life.